# وایت‌ویل (کارولینای شمالی)
وهیتویل (به انگلیسی: Whiteville) شهری در ایالت کارولینای شمالی کشور ایالات متحده آمریکا است که جمعیت آن در سرشماری سال ۲۰۱۰ میلادی، ۵٬۳۹۴ نفر بوده‌است.